# Řád Logohu
Řád Logohu (anglicky: Order of Logohu) je hlavní řád Papuy Nové Guineje. Logohu je slovo v jazyce Motu pro rajku, která je oficiálním národním symbolem Papuy Nové Guineje. Založen byl roku 2005 a udílen je za služby státu.

## Historie
Řád byl založen 16. září 2005. Logohu je v jazyce Motu výraz pro rajku, která je národním symbolem státu a je také vyobrazena na státním znaku Papuy Nové Guineje. Hlavou řádu je britský panovník. Kancléřem řádu je předseda vlády Papuy Nové Guineje.

## Pravidla udílení
Řád Logohu ve třídě velkého společníka je udílen obyvatelům Papuy Nové Guineje i cizím státním příslušníkům za službu státu, osobní úspěchy a další zásluhy nejvyššího stupně, kterých vyznamenaný dosahoval po dobu minimálně 20 let. Vyznamenaní jsou oslovováni jako Chief. Počet žijících členů řádu v této třídě je omezen na 50.
Řád Logohu ve třídě důstojníka je udílen za vynikající službu Papuy Nové Guineje či za službu místním samosprávám, kterou vyznamenaný poskytoval po dobu minimálně 10 let.
Řád Logohu ve třídě člena je udílen za pamětihodnou službu státu či místní komunitě, kterou oceněný poskytoval po dobu minimálně 7 let.

## Třídy
Řád je udílen ve čtyřech třídách. K řádu náleží také medaile.
- velký společník (GCL) – Řádový odznak se nosí na stuze kolem krku.
- důstojník (OL)
- člen (ML) – Řádový odznak se nosí na stuze na hrudi.
- národní medaile (LM)

Postavení v hierarchii vyznamenání Papuy Nové Guineje se v jednotlivých třídách liší. Třídě velkého společníka Řádu Logohu v hierarchii předchází Kříž za udatnost. Třídu velkého společníka v hierarchii následuje Řád hvězdy Melanésie ve třídě společníka. Následuje jej Řád Logohu ve třídě důstojníka, dále Řád Logohu ve třídě člena a nakonec Národní medaile Řádu Logohu, která je následována Křížem za lékařskou službu.

## Insignie
Řádový odznak má tvar osmicípé hvězdy. Uprostřed je kulatý medailon korunovaný korunou svatého Eduarda. V medailonu je na světle modře smaltovaném pozadí barevné vyobrazení rajky. Medailon je lemován černě smaltovaným kruhem se zlatým nápisem THE ORDER OF • LOGOHU.
Stuha řádu je červená se žlutým a černým pruhem podél obou okrajů. V případě třídy velkého společníka jsou v červené části stuhy bílé pěticípé hvězdy znázorňující souhvězdí Jižního kříže.